# Hieris
Hieris é um género botânico pertencente à família Bignoniaceae.

## Espécie
Hieris curtisii

## Nome e referências
Hieris v.Steenis